# Fantastic Beasts: The Secrets of Dumbledore
Fantastic Beasts: The Secrets of Dumbledore (bra: Animais Fantásticos: Os Segredos de Dumbledore; prt:  Monstros Fantásticos: Os Segredos de Dumbledore) é um filme de fantasia de 2022, dirigido por David Yates a partir de um roteiro de J. K. Rowling e Steve Kloves. É a sequência de Fantastic Beasts: The Crimes of Grindelwald (2018), o terceiro título da série de filmes Fantastic Beasts e a décima primeira produção da franquia Wizarding World. Seu elenco inclui Eddie Redmayne, Jude Law, Ezra Miller, Dan Fogler, Alison Sudol, Callum Turner, Jessica Williams, Katherine Waterston e Mads Mikkelsen. Foi lançado em 8 de abril de 2022 no Reino Unido, e em 15 de abril nos Estados Unidos pela Warner Bros. Pictures.
Inicialmente, as filmagens estavam programadas para começar em março de 2020, mas devido a pandemia de COVID-19, a produção foi adiada. As filmagens começaram oficialmente em setembro de 2020, com uma data de lançamento marcada para 12 de novembro de 2021. Após a saída de Johnny Depp do papel de Gellert Grindelwald, além dos novos casos de COVID-19, o filme foi adiado para 15 de julho de 2022. Em setembro de 2021 o filme teve a sua estreia adiantada para abril de 2022.

## Sinopse
Situada na década de 1930, a estória leva ao envolvimento do Mundo Mágico na Segunda Guerra Mundial e explora as comunidades mágicas no Butão, Alemanha e China, além de locais previamente estabelecidos, incluindo Estados Unidos e Reino Unido. Com o poder de Gellert Grindelwald crescendo rapidamente, Albus Dumbledore encarrega a Newt Scamander e seus amigos uma missão que leva a um confronto com o exército de Grindelwald. Dumbledore também deve decidir quanto tempo ele ficará à margem da guerra que se aproxima.

## Elenco
| Intérprete             | Personagem                                    |
| ---------------------- | --------------------------------------------- |
| Eddie Redmayne         | Newt Scamander                                |
| Jude Law               | Alvo Dumbledore                               |
| Ezra Miller            | Credence Barebone/Aurelius Dumbledore         |
| Dan Fogler             | Jacob Kowalski                                |
| Alison Sudol           | Queenie Goldstein                             |
| William Nadylam        | Yusuf Kama                                    |
| Callum Turner          | Teseu Scamander                               |
| Jessica Williams       | Professora Eulalie "Lally" Hicks              |
| Victoria Yeates        | Bunty Broadacre                               |
| Poppy Corby-Tuech      | Vinda Rosier                                  |
| Fiona Glascott         | Minerva McGonagall                            |
| Katherine Waterston    | Porpentina "Tina" Goldstein                   |
| Maria Fernanda Cândido | Vicência Santos, Ministra da Magia brasileira |
| Richard Coyle          | Aberforth Dumbledore                          |
| Oliver Masucci         | Anton Vogel, Ministro da Magia alemão         |
| Mads Mikkelsen         | Gellert Grindelwald                           |

O ator Johnny Depp, que anteriormente interpretou Gellert Grindelwald nos dois primeiros filmes, iria originalmente repetir seu papel neste filme também, mas foi convidado pela Warner Bros a renunciar ao filme no início de novembro de 2020, o que ele respeitou e concordou, com o personagem sendo reformulado. Mads Mikkelsen foi relatado como sendo a escolha de David Yates para substituir Depp. A confirmação de Mikkelsen no papel de Gellert Grindelwald aconteceu no dia 26 de novembro de 2020.

## Produção
Em outubro de 2014, a Warner Bros. Pictures anunciou o primeiro filme como "pelo menos" uma trilogia com o terceiro filme sendo lançado em 20 de novembro de 2020. Em julho de 2016, o diretor David Yates confirmou que J. K. Rowling tinha ideias para o roteiro do terceiro filme. Em outubro de 2016, foi relatado que a série de filmes Fantastic Beasts seria composta por cinco filmes, e Eddie Redmayne voltaria a todos os filmes para interpretar o papel principal de Newt Scamander, com os produtores Rowling, David Heyman, Steve Kloves e Lionel Wigram retornando. Em novembro de 2016, Yates revelou que dirigiria todos os cinco filmes, declarando "Eu amo fazer filmes e tenho uma ótima equipa, todos são como uma família". Em outubro de 2018, Johnny Depp deu a entender que poderia voltar para interpretar Gellert Grindelwald no terceiro filme, que começaria a ser filmado em meados do próximo ano.
Em novembro de 2019, Steve Kloves, que já havia atuado como roteirista dos filmes de Harry Potter, se juntou ao projeto como co-roteirista. Em março de 2020, Jude Law, Depp, Ezra Miller, Alison Sudol, Dan Fogler, Callum Turner, Katherine Waterston e Jessica Williams foram revelados como reprisando seus papéis de filmes anteriores, ao lado de Redmayne. As filmagens estavam programadas para começar em 16 de março de 2020, mas foram adiadas no mesmo dia devido à pandemia de COVID-19. As filmagens começaram oficialmente em 20 de setembro de 2020, com precauções de segurança em vigor para manter o elenco e a equipe a salvo de COVID-19. Em 6 de novembro, Depp anunciou que não fazia mais parte do filme porque a Warner Bros pediu-lhe que renunciasse depois que ele perdeu o processo por difamação Depp v News Group Newspapers Ltd, com o qual ele concordou.

## Lançamento
O filme estava programado para ser lançado nos Estados Unidos em 15 de julho de 2022. Foi inicialmente programado para ser lançado em 12 de novembro de 2021, mas após a saída de Depp e novos casos de COVID-19, a Warner Bros adiou o lançamento para 2022. Em Setembro de 2021, o lançamento do filme foi antecipado para Abril de 2022, juntamente com o anúncio do título completo. Em Portugal, foi lançado em 7 de Abril de 2022 e no Brasil a 15 de Abril de 2022.